# Compañía Anglo-Belga del Caucho y la Exploración
La Compañía Anglo-Belga del Caucho y la Exploración (fundada como la Anglo-Belgian India Rubber Company y más tarde conocida como Compagnie du Congo Belge) fue una compañía que explotaba el caucho natural en el Estado Libre del Congo, propiedad privada del rey Leopoldo II de Bélgica. La compañía fue fundada con capital británico y belga y tenía su sede en Bélgica. Para 1898 ya no había accionistas británicos y la Anglo-Belgian India Rubber Company cambió su nombre a Abir Congo Company cambiando su residencia a efectos fiscales al Estado Libre del Congo. La empresa obtuvo una gran concesión en el norte del país y el derecho a gravar a los habitantes. Este impuesto se pagaba en forma de caucho obtenido de una enredadera de caucho relativamente rara. El sistema de recolección giraba en torno a una serie de puestos comerciales a lo largo de los dos principales ríos de la concesión. Cada puesto estaba comandado por un agente europeo y dotado de centinelas armados para hacer cumplir los impuestos y castigar a los rebeldes. 
La empresa disfrutó de un auge hasta finales de la década de 1890, vendiendo un kilogramo de caucho en Europa por hasta 10 francos, lo que les había costado 1,35 francos. Sin embargo, esto tuvo un costo para los derechos humanos de aquellos que no pudieron pagar el impuesto con el encarcelamiento, la flagelación y otros castigos corporales registrados. El fracaso de la Abir Congo Company en la supresión de los métodos de cosecha destructivos y en el mantenimiento de las plantaciones de caucho hizo que las plantas fueran cada vez más escasas y que, hacia 1904, los beneficios comenzaran a disminuir. A principios del siglo XX, la hambruna y las enfermedades se extendieron por toda la concesión, un desastre natural que, a juicio de algunos, se vio exacerbado por las operaciones empresarias, lo que dificultó incluso más la recolección de caucho. En el siglo XX también se produjeron rebeliones generalizadas contra el gobierno de Abir Congo Company en la concesión e intentos de migración masiva hacia el Congo francés o hacia el sur. Estos hechos suelen dar lugar al envío por la compañía de una fuerza armada para restablecer el orden.
Se emitieron una serie de informes sobre el funcionamiento del Estado Libre, comenzando por el cónsul británico, Roger Casement con su «Informe Casement»  y continuando con los informes encargados por el Estado Libre del Congo y Leopoldo II. Estos detallados asesinatos ilegales y otros abusos cometidos por Abir Congo y Leopoldo II fueron vergonzosos al instituir reformas. Estos comenzaron con el nombramiento del estadounidense Richard Mohun por Leopoldo II como director de Abir. Sin embargo, las exportaciones de caucho continuaron disminuyendo y las rebeliones aumentaron, lo que hizo que el Estado Libre asumiera el control de la concesión en 1906. Abir continuó recibiendo una parte de las ganancias de las exportaciones de caucho y en 1911 fue refundada como una compañía cosechadora de plantaciones de caucho. La historia posterior de la empresa es desconocida, pero todavía estaba activa en 1926.

## Orígenes

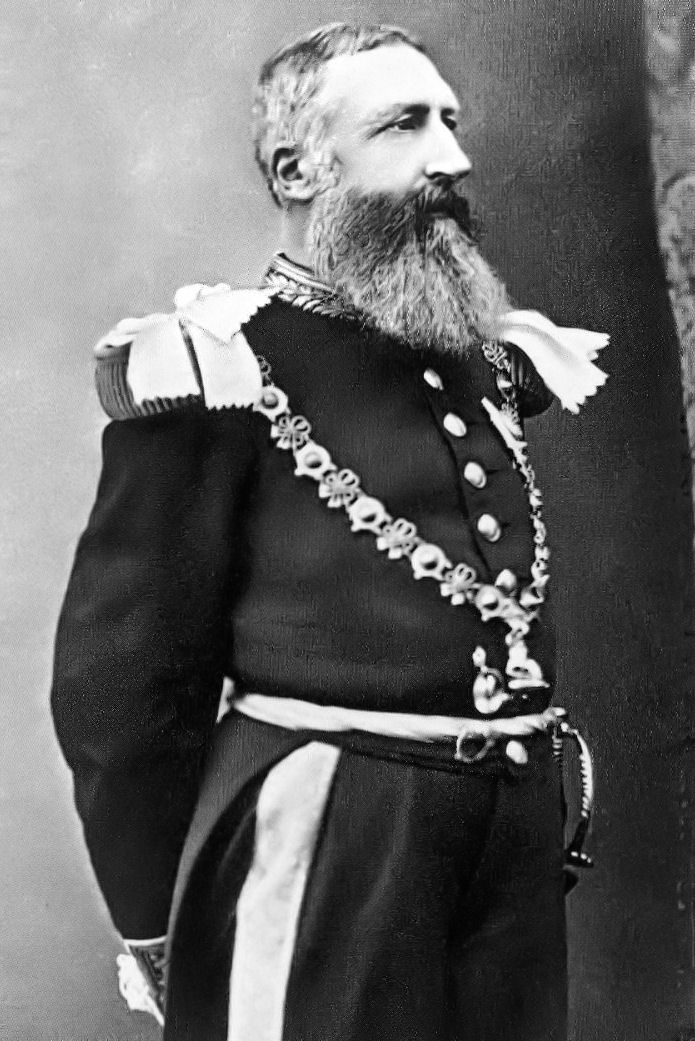
Leopoldo II de Bélgica.

El Estado Libre del Congo era un estado corporativo en África Central, propiedad privada del rey Leopoldo II de Bélgica, fundado y reconocido por la Conferencia de Berlín de 1885, lo que más tarde se convertiría en territorio de la Compañía Abir era la tierra entre las cuencas de los ríos Lopori y Maringa, afluentes del río Congo, en el norte del estado. La población local aquí eran agricultores de ñame y yuca que comerciaban con pescadores fluviales y cazadores pigmeos. En 1885, una fuerza del pueblo Manyema, seguidores de Tippu Tip, el comerciante de esclavos Suajili-Zanzíbar, llegó a la cabecera del río Lopori desde las cataratas Boyoma. Tomaron rehenes de aldeas cercanas para pedir rescate a cambio de marfil. Para 1892 habían enrolado a la población local en su ejército y controlaban toda la mitad oriental de la cuenca. El Estado Libre estaba preocupado por este desarrollo y en 1889 había promulgado la Ley de Monopolios que declaraba que todos los productos de la zona debían estar bajo su jurisdicción solamente. El Estado Libre también inició una campaña para expulsar a los esclavistas, comerciantes y los Manyema de la región, cuya primera etapa fue el establecimiento de un puesto de abastecimiento en Basankusu en mayo de 1890. La campaña sería larga pero finalmente exitosa y toda la cuenca estaba bajo el control del Estado Libre en 1898.
El Estado Libre comenzó a usar su nuevo control de la región para recaudar impuestos de la población local, utilizando tácticas de rehenes similares a las de Manyema. Los impuestos se recaudaron inicialmente en forma de marfil, pero cuando los suministros de este material comenzaron a agotarse, el Estado Libre cambió al caucho natural. El caucho se recolectó de las enredaderas de caucho de Landolphia owariensis que eran relativamente escasas en el área con una frecuencia promedio de alrededor de una planta en cada acre. El caucho se recolectaba golpeando una enredadera de caucho y colocando una maceta debajo para recoger el látex que podía utilizarse en la producción de caucho para el mercado europeo. Si las plantas estuvieran a gran distancia del suelo, el recolector habría tenido que trepar a un árbol, golpearlo y mantener la maceta debajo, posiblemente durante todo un día, por lo que la recolección de caucho era un proceso que requería mucha mano de obra y que la hacía impopular entre los aldeanos. De hecho, preferían al pueblo Manyema a las autoridades del Estado Libre, ya que los Manyema únicamente tomaban artículos de bajo volumen y alto valor, como marfil o esclavos, debido a las largas distancias de su patria, mientras que el Estado, con sus transportes en barcos de vapor, podía permitirse el lujo de hacer que la gente cosechara el caucho de alto valor a granel. En septiembre de 1892, el Estado Libre estaba utilizando sus fuerzas militares para atacar y ocupar las aldeas de los valles de los ríos Lulonga y Maringa para expandir su base impositiva.

## Establecimiento

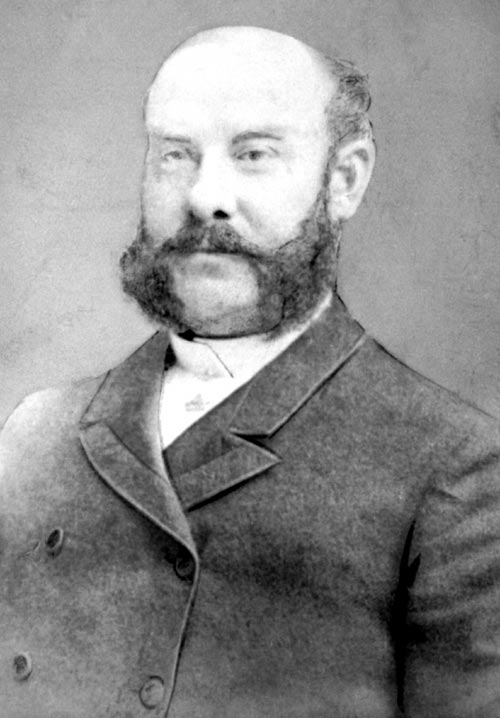
John Thomas North.

El rey Leopoldo decidió otorgar concesiones de su territorio a empresas privadas que luego recaudarían el impuesto sobre el caucho y lo exportarían. Con esto en mente, se acercó al coronel británico John Thomas North, quien había hecho una fortuna especulando sobre los nitratos chilenos, para obtener capital con el que financiar una empresa concesionaria. North aceptó y proporcionó 40.000 libras de la inversión inicial de 250.000 francos belgas. Como resultado, la Anglo-Belgian India Rubber Company —informalmente conocida como Abir— se estableció en Amberes el 6 de agosto de 1892. La empresa se dividió en 2.000 acciones de 500 francos de valor cada una. Los inversores británicos —incluido el Norte— poseían 1.880 acciones, mientras que los belgas poseían las 120 acciones restantes. A las 2.000 acciones ordinarias se añadieron 2.000 «acciones» que daban derecho a una participación en los beneficios tras el pago de un dividendo del 6% a los accionistas. El Estado Libre del Congo fue el titular de 1.000 de estas acciones. A cambio, Abir recibió derechos exclusivos sobre todos los productos forestales de la cuenca Maringa-Lopori durante 30 años y todas las tierras dentro de las veinte millas de ocho puestos designados y tenía poderes policiales dentro de los límites de la concesión. El Estado Libre también tuvo que suministrar armas, municiones y soldados para ayudar a establecer los puestos. En preparación, se ordenó a dos empleados del Estado que establecieran un cuartel general para Abir en Basankusu, pero esto apenas se inició antes de que los aldeanos locales se rebelaran contra el dominio del Estado y mataran a ambos hombres.

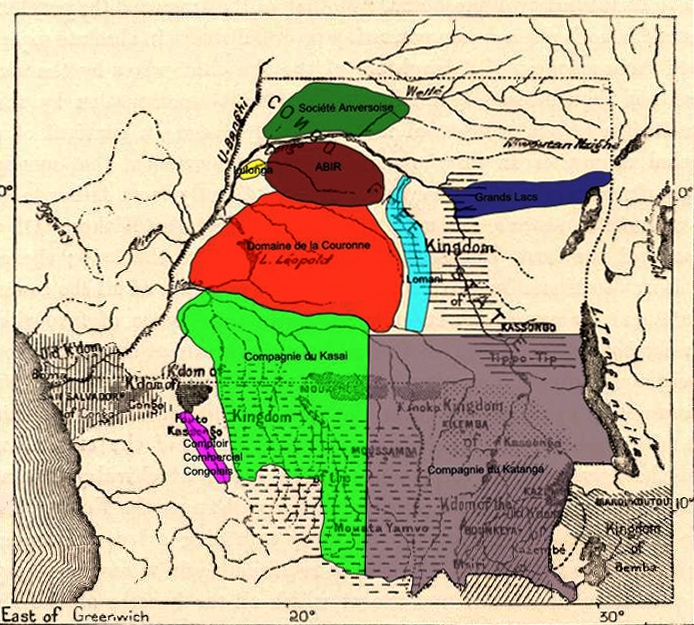
Compañías concesionarias del Estado Libre del Congo, Abir en rojo oscuro.

La concesión otorgada a Abir se encontraba en el norte del país y era una de las nueve áreas de concesión comercial establecidas por Leopoldo en el Estado Libre del Congo. La concesión estaba limitada al norte por el río Congo y la concesión Sociedad Anversoise, al este por el río Lomami la concesión Compañía Lomami y al oeste por la concesión Compañía Lulonga que se extendía a ambos lados del río Lulonga, en el que desembocaban los ríos Maringa y Lopori. Al sur estaba el Domaine de la Couronne («Dominio de la Corona»), la propiedad privada de Leopoldo, que constituía la mejor tierra del Estado Libre y era la más rica en caucho.
La concesión del Abir incluía los ríos Bolombo, Yekokora y Lomako, que eran afluentes de los dos ríos principales. Cada concesión operaba de forma independiente y explotaba comercialmente su propia área. Las otras principales empresas de caucho en el Estado Libre del Congo eran la Sociedad Anversoise y la Compañía Lulonga, pero Abir era la más grande del país.
Abir restableció su sede en Basankusu en 1893 y su posición en la confluencia de los ríos Maringa y Lopori permitió que Abir se expandiera a lo largo de los ríos y sus afluentes, estableciendo nuevos puestos en el camino. El progreso fue lento, ya que las actividades del Estado Libre habían hecho que la población del oeste fuera hostil a la colonización y que el este permaneciera bajo el control de los esclavistas Manyema y Zanzíbar. El primer puesto de la compañía en el río Lopori tuvo que ser reubicado debido a las amenazas de los lugareños y la recolección de caucho en Befori, comenzó  después de una serie de sangrientos conflictos entre los aldeanos y los hombres de Abir.

## Sistema de puestos

Puestos de la empresa Abir dentro de la concesión.

El sistema de puestos fue la piedra angular de la actividad comercial de Abir. Cada puesto estaba dirigido por uno o dos agentes europeos para supervisar las operaciones locales. El salario de un agente era de 1.800 francos al año, que a veces aumentaba a 2.100 francos en el segundo año, y el período de contrato estándar era de tres años. Los agentes también recibían 60 fr de productos comerciales al mes para comprar sus alimentos.  A pesar de los bajos salarios, la comisión del 2% que cada agente recibía por la producción de caucho constituía la mayor parte del sueldo de los agentes, por ejemplo, el agente de Bongandanga recibía 16.800 francos de comisión en 1903. Como resultado, hubo muchos solicitantes para cada puesto y se contrataron agentes con la expectativa de que aumentarían la producción en 0.5-3 toneladas por mes. Esto se implementó extendiendo los puestos para incluir más aldeas o aumentando las cuotas esperadas de los aldeanos, a menudo forzando indirectamente a las mujeres y a los niños a cosechar también el caucho. Si la producción caía por debajo de las cuotas, los agentes compensaban el déficit de los beneficios perdidos para la empresa con sus salarios. Cada puesto consistía en una residencia para el agente, cuarteles para los centinelas armados y cobertizos para el secado y almacenamiento del caucho, todos ellos construidos con mano de obra reclutada entre los aldeanos. Un puesto típico empleaba a diez obreros africanos para clasificar y secar el caucho, siete sirvientes para el agente y treinta canoeros para el transporte fluvial local. Estos se pagaban alrededor de 36,5 francos al año en mercancías, comúnmente 5 kg de sal, una manta, cinco machetes y mercancías comerciales por un valor de 6,35 francos. El sistema de puestos fue administrado por el director de Operaciones del Congo en la oficina central de Basankusu. El único empleado del Estado Libre en la concesión, el comandante de la policía, le ayudó en su trabajo de mantener la producción al alza y los gastos a la baja. El comandante de la policía estaba a cargo de reprimir las revueltas y castigar a las aldeas que caían por debajo de la cuota. Tenía acceso a una gran fuerza de hombres y barcos de vapor de río que estaban estacionados en Basankusu y que podían volver a desplegarse rápidamente al lugar de las rebeliones a gran escala. Los comandantes de policía eficaces recibirían primas pagadas por Abir.
Cada puesto mantenía un censo de todos los hombres de las aldeas cercanas para aplicar el impuesto, que inicialmente se fijó en 4 kg de caucho seco —8 kg de caucho húmedo— por hombre y por quincena. Cada puesto tenía una fuerza de entre 65 y 100 «centinelas de aldea», a menudo ex esclavos armados con rifles de carga con bozal, residían en las aldeas para hacer cumplir los impuestos. Los centinelas se mantenían a expensas de los aldeanos y a menudo utilizaban la flagelación, el encarcelamiento o la ejecución para mantener la producción. Los centinelas que no cumplían con la cuota o cometían errores podían ser multados hasta la mitad de su salario o despedidos, encarcelados o azotados. Además de los centinelas de la aldea habían «centinelas de puestos» que eran 25-80 hombres armados con armas modernas, de retrocarga que vivían en el puesto y eran usadas para castigar aldeas y reprimir rebeliones. A los centinelas se les pagaban salarios similares a los de los trabajadores del puesto y, a pesar de las estrictas condiciones de trabajo, era un trabajo popular, ya que ofrecía un lugar de poder sobre los demás aldeanos. Los centinelas podían elegir la comida, las mujeres y los artículos de lujo y muchos de ellos se marchaban después de un año con cinco o seis esposas, que luego vendían.
Para cumplir con la ley del Congo, la empresa tenía que pagar a los aldeanos por traerles caucho, estos pagos a menudo se hacían en forma de bienes. Roger Casement, el cónsul británico en el Estado Libre, registró pagos de un cuchillo de nueve pulgadas de 1,25 fr de valor por una cesta llena de caucho, un cuchillo de cinco pulgadas de valor de 0,75 fr por una cesta menos llena y cuentas de valor de 0,25 fr por una cantidad menor de caucho. Sin embargo, el principal incentivo para que los aldeanos para que trajeran caucho no eran los pequeños pagos, sino el temor al castigo. Si un hombre no cumplía con su cuota, su familia podría haber sido tomada como rehén por Abir y liberada cuando se cumpliera la cuota. El hombre mismo no era encarcelado porque eso le impediría recolectar caucho. Los agentes posteriores simplemente encarcelarían al jefe de cualquier pueblo que se quedara atrás en su cuota, en julio de 1902 un puesto registró que tenía a 44 jefes en prisión. Estas prisiones estaban en malas condiciones y los puestos de Bongandanga y Mompono registraron tasas de mortalidad de tres a diez prisioneros por día cada uno en 1899. Los que tenían antecedentes de resistencia a la empresa fueron deportados a campos de trabajos forzados. Había al menos tres de estos campos, uno en Lireko, otro en el Alto Maringa y otro en el Alto Lopori. Además del encarcelamiento, también se utilizaron castigos corporales contra los que se oponían a los impuestos, con azotes de hasta 200 latigazos con una chicotte, un látigo de piel de hipopótamo. Algunos agentes atan a los hombres a plataformas frente al sol o los queman con la goma del copal como castigo.

## Auge y refundación

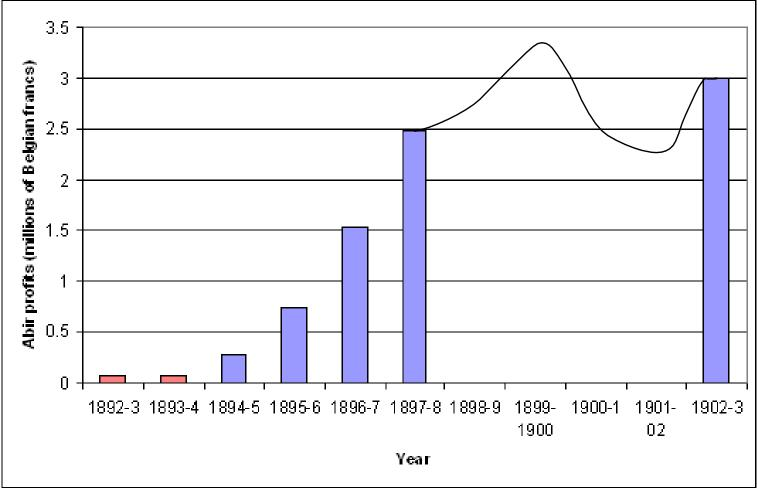
Beneficios de Abir de 1892-1903, la línea muestra la tendencia general de la falta de datos.

Abir recogió 70 toneladas de caucho seco en 1895, llegando a 410 toneladas en 1898, momento en el que ya contaba con once puestos operativos. Al mismo tiempo, el precio del caucho también aumentó de 6,30-6,50 fr por kilogramo en 1894 a 8,04-10,00 fr por kilogramo en 1898. Los costes de Abir en 1897 ascendían a 0,25 fr por kilogramo para comprar el caucho a los recolectores —en lugar de impuestos—, 0,4 fr para el transporte, 0,25 fr para los derechos de exportación pagados al Estado Libre del Congo y 0,45 para el almacenamiento, con un coste total de 1,35 fr por kilogramo. En el mismo año, Abir pudo vender el caucho en Europa por hasta 10 fr por kilogramo. Los beneficios de Abir aumentaron con la subida de la cantidad y el precio del caucho, durante los dos primeros años (1892-1894) la empresa registró un beneficio total de 131.340 francos, que había aumentado casi veinte veces en 1898, cuando registraron un beneficio de 2.482.697 francos únicamente durante un año. Como resultado, el dividendo pagado en 1898 fue de 1.100 francos por acción de 500 francos. Estos beneficios se obtuvieron a pesar del aumento de los costes debido a la duplicación de los derechos de exportación en 1892 y a la construcción del ferrocarril Leopoldville-Matadi en 1894, lo que incrementó el coste del traslado del caucho a la costa a 0,63 fr por kilo, más de lo que había costado el viaje completo a Amberes en 1892.
La empresa Abir entró en liquidación en 1898 como medio de evasión fiscal y para eludir la normativa comercial belga. Inmediatamente fue refundada en el Estado Libre del Congo como la Compañía Abir Congo.  El nombre ya no era una sigla de Anglo-Belga India Rubber, sino un nombre por derecho propio. Este cambio se debió a que la empresa ya no contaba con el apoyo de la inversión británica, en parte porque el Coronel North había fallecido y sus herederos habían vendido sus acciones. La nueva empresa tenía un sistema de acciones más sencillo con únicamente 2.000 acciones —de 14.300 fr de valor cada una— divididas entre los inversores. El Estado Libre poseía 1.000 de dichas acciones. La compañía estaba ahora como residente fiscal en el Congo, el Estado Libre recibió el 2% de sus beneficios a través de impuesto de sociedades, además del impuesto de exportación de 0,5 fr por kilogramo. Todas las inversiones iniciales de capital se habían amortizado en 1899, junto con los gastos materiales en África y los gastos de propiedad y equipamiento en Amberes. En 1900 Abir alcanzó los límites de su concesión, que abarcaba ocho millones de hectáreas. Los tres años siguientes se dedicaron a cubrir las lagunas entre los puestos existentes y en 1903 Abir controlaba 49 puestos, gestionados por 58 agentes. 1900 fue el año más rentable de la compañía y las acciones y los impuestos del Estado Libre del Congo proporcionaron 2.567.880,50 fr de ingresos para el estado, el 10% del total de ese año. El dividendo de las acciones en 1900 fue de 2.100 fr, a principios de la década de 1890 había sido de alrededor de 2 fr por acción.

## Decadencia y abuso de poder

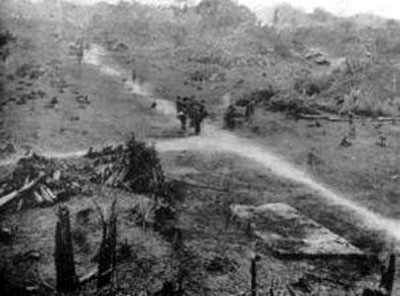
Despejando una aldea en Baringa (Congo) para dar paso a una plantación.

La enredadera de caucho podía ser cosechada destructivamente cortando la planta y exprimiendo el látex mientras yacía en el suelo. Esto era más rápido y fácil que la recolección no destructiva y fue practicado por los aldeanos que deseaban cumplir con sus cuotas y evitar el castigo, especialmente una vez que los suministros de la vid comenzaron a escasear. Además, algunos viñedos fueron destruidos deliberadamente por aldeanos que creían que una vez que el caucho se hubiera ido, Abir abandonaría la concesión. Debido a esta destrucción, todas las enredaderas de caucho en un radio de 10 km de Basankasu se agotaron en un plazo de 18 meses a partir de la apertura de dicho puesto. En un intento de frenar la destrucción de las plantas, la empresa emitió órdenes en 1892 y 1904 que prohibían los métodos de cosecha destructivos, pero que fueron en gran medida ineficaces. En 1896, el Estado Libre del Congo ordenó a Abir que plantara 150 árboles de caucho por cada tonelada de caucho exportada para sustituir a las enredaderas cosechadas destructivamente. Para 1903, la plantación en el puesto de Bongandanga contaba con más de un millón de plantas, y para 1904 cada puesto de Abir empleaba alrededor de cien trabajadores para administrar su plantación. A pesar de ello, el proyecto de plantación fue en última instancia un fracaso debido en parte al hecho de que cada agente de Abir permaneció en un puesto de trabajo durante únicamente dos años y no estaba interesado en trabajar en la plantación que beneficiaría a su sucesor. Los funcionarios forestales del Estado Libre del Congo también señalaron que las plantaciones de Abir eran más pequeñas de lo requerido o incluso existían únicamente sobre el papel. Abir también plantaría enredaderas que se parecían a la de Landolphia pero que no producían caucho, por lo que el Estado Libre les exigió que plantaran en su lugar la enredadera de Clitandra, que era más fácilmente reconocible pero que no producía caucho en sus primeros ocho años. Es posible que estas plantas nunca alcanzaran la madurez, ya que no hay pruebas de que estas plantaciones hayan producido caucho. En 1904 Abir comenzó a quedarse sin plantas para explotar y la producción de caucho cayó a la mitad de la de 1903, que era de 1.000 toneladas. Para 1904, las enredaderas de caucho a 50 millas de los puestos de Abir se habían agotado, lo que provocó violentos enfrentamientos entre aldeas rivales por el control de las plantas restantes. La totalidad de la concesión de Lulonga, al oeste de Abir, produjo 7 toneladas de caucho en 1905.
La presencia de Abir en la zona exacerbó los efectos de desastres naturales como el hambre y las enfermedades. El sistema de recaudación de impuestos de Abir obligaba a los hombres a salir de las aldeas a recoger caucho, lo que significaba que no había mano de obra disponible para limpiar nuevos campos para plantar. Esto a su vez significó que las mujeres tuvieron que continuar sembrando campos desgastados, lo que resultó en menores rendimientos, un problema agravado por los centinelas de Abir que robaban cosechas y animales de granja. El puesto de Bonginda sufrió una hambruna en 1899 y en 1900 los misioneros registraron una «terrible hambruna» en toda la región de la compañía. Los descendientes modernos de los aldeanos de Abir se refieren al período de control de la empresa como Lonkali, el período de hambruna. La enfermedad también era un problema con la viruela que se desplazaba desde el este, siendo reportada en el Alto Lopori en 1893 y llegando a Bongandanga en 1901. Una epidemia simultánea también de viruela que se desplazó desde el oeste destruyó aldeas a lo largo del Lulonga en 1899, y llegó a Basankusu en 1902. La enfermedad del sueño también fue reportada alrededor del Lulonga en 1900 y se extendió por Maringa y Lopori. A pesar de la llegada de estas enfermedades mortales, las principales causas de muerte en la zona fueron las enfermedades pulmonares e intestinales, que mataron a veinte veces más personas que la viruela y la enfermedad del sueño combinadas. Por lo menos un misionero atribuyó el aumento de las enfermedades a la recolección de caucho.

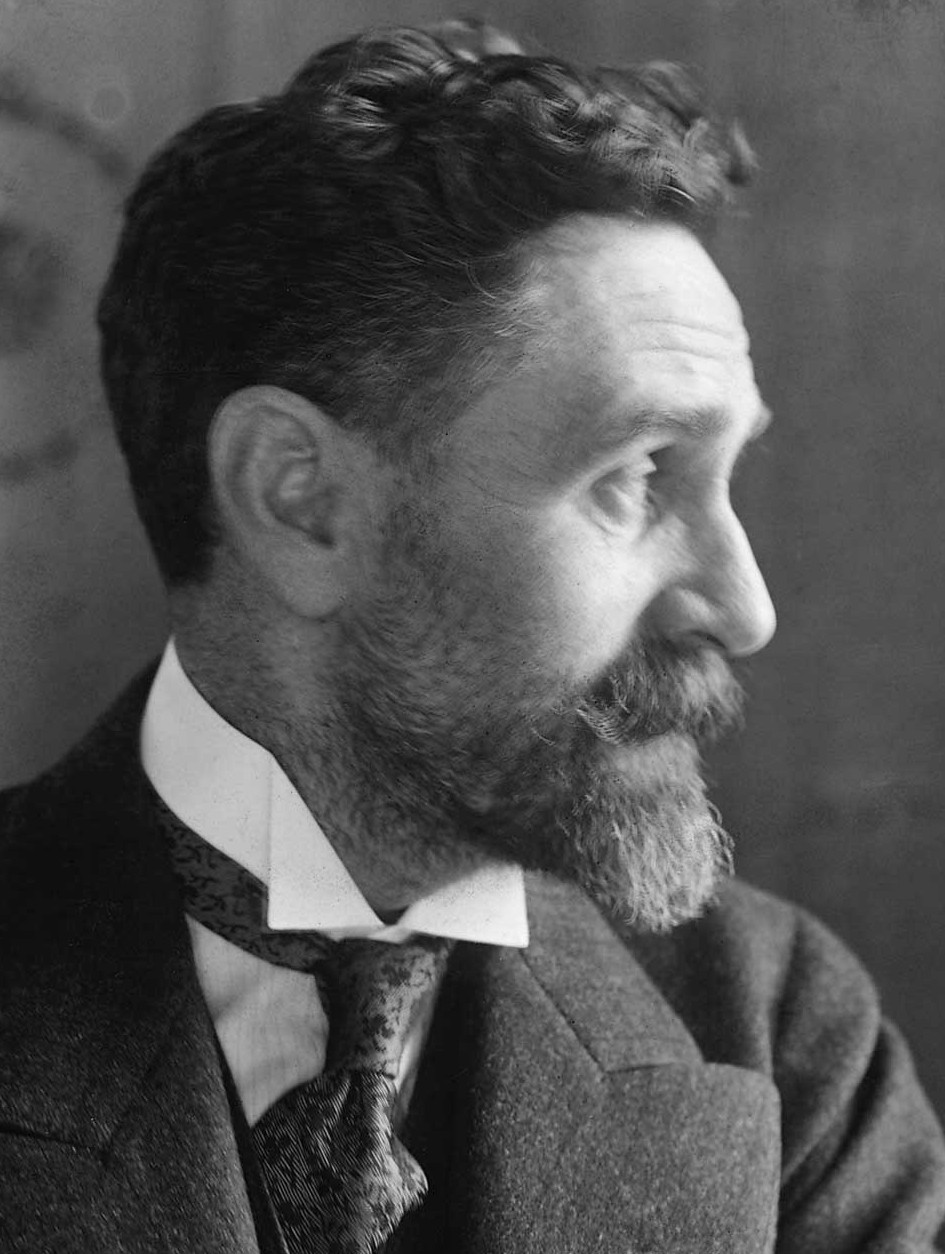
Roger Casement, autor del Informe Casement.

Los abusos de poder de Abir sobre los aldeanos habían sido denunciados por los misioneros casi desde que comenzaron sus operaciones en el Congo, pero la primera revelación pública real se produjo en 1901 con la publicación de un informe, escrito por un exagente, en varios periódicos belgas. El Estado Libre inició una investigación sobre los abusos de la compañía durante la cual una investigación establecida en Bongandanga escuchó pruebas de los misioneros de la concesión. Como resultado, Abir tomó medidas contra los misioneros, deteniendo el transporte de su correo en los barcos de la compañía, deteniendo los barcos de los misioneros y confiscando cualquier correo que llevaban. Abir también prohibió a los misioneros comprar comida a los aldeanos, obligándolos a comprar en las tiendas de Abir. En 1904 Roger Casement emitió el Informe Casement, que condenaba el sistema Abir; esto resultó en que el Estado Libre lanzara otra investigación más tarde ese mismo año. Aunque se descubrieron pruebas de los asesinatos ilegales cometidos por Abir, la investigación no tenía facultades de detención y únicamente podía presentar un informe a las autoridades del Estado libre. Esta falta de acción dio como resultado en el deterioro de las relaciones entre Abir y los misioneros y hubo al menos un intento de asesinato de un misionero. Las pruebas de los abusos de la compañía también vinieron del gobernador del Congo francés, al noroeste, quien afirmó que antes de 1903, 30.000 personas habían sido expulsadas del Estado Libre hacia el Congo francés por las acciones de Abir.
También se sabe que la compañía se vio obligado a sofocar las rebeliones de los pueblos yamongo, boonde, bofongi, lilangi, bokenda, pukaonga y kailangi a principios de siglo y que cinco centinelas abir fueron asesinados cerca de Bongandanga en 1901 y 1902. Los pueblos Boangi y Likeli fueron reasentados por la fuerza cerca del puesto de Bosow y en 1903 las tropas Abir intervinieron para detener la emigración del pueblo Lika y de los aldeanos cerca de Samba. Para detener la emigración a pequeña escala, se puso en marcha un sistema de permisos para las personas que deseaban visitar otro pueblo. En el puesto de Momponi, el agente de Abir dirigió una expedición punitiva contra la tribu Seketulu que tuvo como resultado 400 civiles muertos y cientos de ellos fueron capturados y puestos en prisión, donde otros 100 murieron. Cuando la tribu Nsongo Mboyo intentó emigrar, 1.000 fueron capturados y enviados a un campo de trabajos forzados. Los pueblos Likongo, Lianja, Nkole, Yan a-Yanju, Nongo-Ingoli, y Lofoma huyeron hacia la provincia de Tshuapa. A pesar de este caos, la compañía logró aumentar sus exportaciones en 1903 a 951 toneladas, registrando las segundas mayores ganancias de su historia. Sin embargo, esta recuperación parcial no duró mucho y pronto los beneficios volvieron a caer.

## Intentos de reforma
Leopoldo II estaba avergonzado por las quejas hechas por el gobierno británico sobre abusos de derechos humanos en el Estado Libre del Congo y envió una Comisión de Investigación para investigar la totalidad del Congo. Esta comisión visitó la concesión de Abir entre el 1 de diciembre de 1904 y el 5 de enero de 1905 y, a pesar de los intentos de Abir de mantener alejados a los testigos, escuchó las pruebas de la violencia cometida, que incluía la desolación de aldeas, el asesinato, la violación, la toma de rehenes y los azotes excesivos. Abir fue el único organismo comercial mencionado nominalmente en el informe sobre la brutalidad, que afirmaba que la concesión era «el punto negro de la historia de los asentamientos de la población de la República Centroafricana». La comisión promovió reformas limitadas, estableciendo nuevas interpretaciones de la legislación existente, que incluía un límite de 40 horas de trabajo a la semana para los recaudadores, la opción de pagar impuestos sobre los productos básicos distintos del caucho y la retirada de los centinelas de las aldeas. Dos meses después, Leopoldo envió a un Alto Comisionado Real a Abir para comprobar que las reformas se estaban llevando a cabo, se le informó de que Abir no tenía intención alguna de introducir ninguna reforma. El comisionado estableció dos fiscales adjuntos en la concesión de Abir, pero uno investigó únicamente a los misioneros y el segundo presentó pocos casos contra los hombres de Abir.

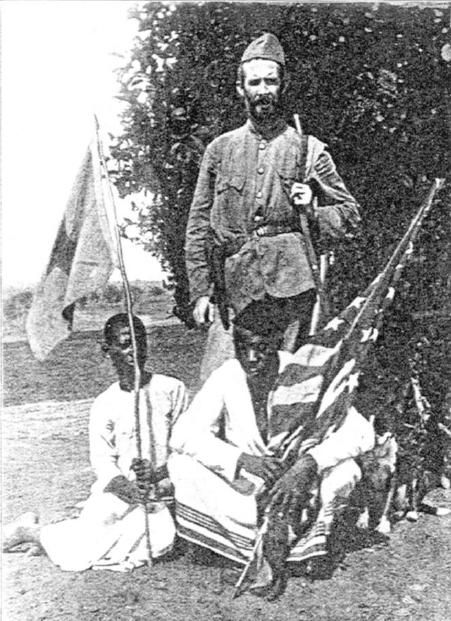
Richard Mohun (de pie) en el Congo con banderas del Estado Libre del Congo (a la izquierda) y de los Estados Unidos en poder de dos portadores de color nativos. Fue nombrado por Leopoldo II director de Abir.

Un resultado importante de la Comisión de Investigación del Congo fue que estimuló al rey Leopoldo a llevar a cabo reformas. Una de las primeras etapas de estas reformas fue el nombramiento de Richard Mohun, un explorador y soldado estadounidense, como director de Abir. Mohun tenía un gran interés en la erradicación de la trata de esclavos y había trabajado para los gobiernos de Estados Unidos y Bélgica, con deberes, entre los que se incluían la supresión del canibalismo y la esclavitud en el Estado Libre. Se le otorgaron amplios poderes ejecutivos y se le colocó en una posición de «oportunidad inusual para la corrección de los abusos del pasado».
A pesar de que los problemas de Abir aumentaron, la compañía reportó un aumento en las rebeliones contra su dominio y 142 de sus centinelas fueron asesinados o heridos durante la primera mitad de 1905. Un levantamiento en el puesto de Baringa resultó con la expulsión de varios centinelas y el corte de suministros de alimentos al puesto de Abir. Las fuerzas militares de Abir resultaron insuficientes para restablecer el control durante la primavera y el verano de 1905 y se vieron obligadas a llamar a las tropas estatales. Tres oficiales europeos y sus tropas del Estado Libre recorrieron la zona amenazando a las aldeas con recriminaciones si no se recolectaba caucho, pero a pesar de ello el puesto no registró absolutamente ninguna cosecha entre 1905 y 1906. Un evento similar ocurrió en Mompono, donde alrededor de la mitad de la población huyó de la zona, y los otros permanecieron reubicados por la fuerza más cerca del puesto de Abir. El agente de Bongandanga trató de prevenir una rebelión reduciendo la recolección de caucho de una vez por quincena a una vez cada tres semanas. Esto únicamente tuvo un éxito temporal y un puesto de avanzada de la compañía fue quemado más tarde. La empresa, reticente a admitir caídas en las existencias de caucho, declaró públicamente que las rebeliones habían sido fomentadas por los misioneros.
Cuando el vizconde Mountmorres visitó la concesión en 1905, informó que en todo el territorio había pueblos abandonados y que los aldeanos habían huido a las partes más profundas del bosque para evitar los impuestos de Abir, que vivían en refugios improvisados y con pocas comodidades. En marzo de 1906, Richard Mohun, director de la empresa, admitió que la situación en la zona estaba fuera de control y sugirió que el Estado Libre del Congo asumiera el control de la concesión. En septiembre de ese año, Abir fue incapaz de contener el creciente número de rebeliones y, ante la caída de los beneficios, se vio obligada a retirarse completamente de la zona y a devolver el control de la concesión al Estado Libre del Congo. En ese momento todavía había 47.000 recolectores de caucho en los libros de la empresa. Las otras dos grandes empresas de caucho del Congo, la Sociedad Anversoise y la Compañía Lulonga, también fueron controladas por el Estado en 1906.

## Adquisición y legado del Estado libre

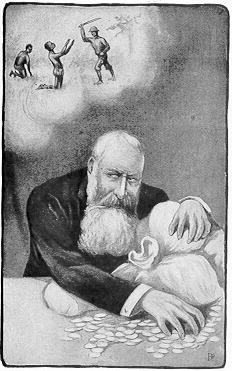
Caricatura de Leopoldo II con sus ganancias privadas del Estado Libre del Congo (1905).

El Estado Libre se alegró de hacerse cargo de la concesión de Abir, ya que el Estado había acumulado ingresos suficientes para poder permitirse recaudar impuestos por sí mismo. Además, el Estado Libre se sentía avergonzado por las continuas acusaciones de atrocidades causadas por la compañía y podría instituir reformas con mayor eficacia si tuviera el control. Leopoldo autorizó la adquisición con la esperanza de que el Estado Libre pudiera reanudar la recogida y exportación de caucho y el 12 de septiembre de 1906 se firmó un acuerdo en el que se estipulaba que todos los beneficios de la concesión irían al Estado Libre a cambio de un pago a Abir de 4,5 fr por kilogramo de caucho cosechado hasta 1952. Leopoldo dijo a los accionistas que esperaba que las exportaciones volvieran a niveles normales en dos años. Para restablecer el control, el Estado Libre envió a la concesión una fuerza de 650 hombres y 12 oficiales europeos bajo el mando del Inspector Gerard. Regresaron cuatro meses después, dejando algunas zonas aún rebeldes y con la noticia de que casi no quedaban plantas de caucho. Como resultado, las cuotas esperadas por persona se redujeron a 6 kg de caucho al año, y algunos tuvieron dificultades para encontrar esa cantidad. Por lo tanto, los ingresos del Estado fueron insignificantes, mientras que los costes de control de la concesión seguían aumentando. Durante todo este tiempo, Abir siguió obteniendo beneficios con su participación en la exportación de caucho sin apenas gastos.
En el año 1901 quedaban tan pocas plantas de caucho en la concesión que las autoridades del Estado Libre concedieron permiso a los aldeanos para cortar las plantas restantes y moler su corteza para recuperar el caucho. Una vez finalizado este proceso, se suprimió el impuesto sobre el caucho. La empresa Abir se fusionó con la Sociedad Anversoise en mayo de 1911 para formar la Compañía del Congo Belga y ahora se centra en la gestión de las plantaciones de caucho y en la recogida de caucho de las mismas. Sin embargo, más tarde ese mismo año acordó con el gobierno belga reducir el tamaño de sus operaciones y su estatus de monopolio. En julio de 1911 se le prohibió recolectar caucho dentro de los límites de su antigua concesión durante 18 meses y estuvo sujeta a nuevas leyes introducidas por el Estado Libre. La historia posterior de la compañía es desconocida, pero continuó operando hasta por lo menos 1926 cuando separó sus concesiones de aceite de palma en la compañía Maringa.35
Las prácticas de recolección de caucho de Abir la convirtieron en la más notoria de todas las empresas concesionarias de violaciones de derechos humanos en el Estado Libre del Congo. Se dedicaba a la recolección de recursos primarios y, a pesar de ser propiedad de industriales europeos, operaba en un estilo similar al de los señores de la guerra como Tippu Tip, y en sus operaciones contaba con el apoyo del Estado Libre, que requería de los enormes beneficios que generaba para fortalecer su control sobre el país durante sus años de formación. Las empresas concesionarias dieron al Estado Libre el tiempo y los ingresos necesarios para asegurar el Congo y planificar un programa de colonización más estable y a largo plazo. Abir fracasó en última instancia, ya que su proceso de cosecha valoraba la alta producción por encima de la sostenibilidad y estaba condenada a vivir su propio ciclo de auge y quiebra. A pesar de ello, el gobierno francés utilizó el modelo de producción de Abir como base para su sistema de concesiones en el Congo francés.